# Баянди (Жетисайський район)
Баянди́ (каз. Баянды; рос. Баянды) — село у складі Жетисайського району Туркестанської області Казахстану. Входить до складу Атамекенського сільського округу.
За радянських часів село називалось Отділення № 4 совхоза імені 40-ліття Узбецької РСР, до 2021 року — 40 літ Побєди.
Населення — 2014 осіб (2021; 1610 у 2009, 1310 у 1999, 1077 у 1989).